# 克柳西克
51°4′28″N 24°36′49″E / 51.07444°N 24.61361°E
克柳西克（烏克蘭語：Клюськ），是烏克蘭的村落，位於該國西部沃倫州，由科韋利區負責管轄，始建於1545年，面積1.69平方公里，海拔高度185米，2001年人口270，人口密度每平方公里159.67人。